# Hubert Fichte
Ne doit pas être confondu avec Fichte.
Hubert Fichte, né le 21 mars 1935 et mort le 8 mars 1986, est un écrivain et ethnologue homosexuel allemand, membre du Groupe 47. Il est considéré comme le précurseur des études queer et  post-coloniales. 

## Biographie
Après la Seconde Guerre mondiale, dans son enfance et sa jeunesse, Fichte fait du théâtre sur plusieurs scènes de Hambourg. Dans les années 1950 et au début des années 1960, il séjourne plusieurs fois en France : il travaille auprès de l'Abbé Pierre ; il est berger en Provence, notamment à Monjustin où habite le peintre Serge Fiorio qui réalise aussi son portrait.
À partir des années 1960, il est régulièrement invité au Casino Kleist, un bar homosexuel berlinois qui voit passer à la même époque le photographe Herbert Tobias et le chanteur Klaus Nomi.
Sa première publication en 1963 est un recueil de récits intitulé Aufbruch nach Turku. Fichte acquiert une grande réputation à travers ses quatre romans suivants, tous aux sujets autobiographiques : Das Waisenhaus (L'Orphelinat, 1965), Die Palette (La Palette, 1968), Detlevs Imitationen « Grünspan » (1971) et Versuch über die Pubertät (Essai sur la puberté, 1974). Outre ses propres œuvres littéraires, Fichte mène et publie une série d'interviews, notamment dans le quartier rouge de Hambourg-Sankt Pauli et avec Jean Genet. De plus en plus, il se consacre aux questions d'ethnologie, en particulier d'Afrique, d'Amérique centrale et d'Amérique du Sud (Brésil et Chili), régions où il fait de longs séjours. Il publie les résultats de ces études avec des photographies de sa partenaire, la photographe Leonore Mau (de). 
Les écrivains homosexuels Marcel Proust et Jean Genet font partie de ses inspirations les plus marquantes, et sa relation avec Hans Henny Jahnn — et l'influence de ce dernier sur la découverte de sa propre homosexualité — est entre autres présentée dans son roman Versuch über die Pubertät de 1974. 
Dans les dernières années de sa vie, il vit dans une maison individuelle dans la Dürerstraße à Othmarschen. Il décède en 1986, peu avant son 51e anniversaire, à l'hôpital portuaire de Hambourg des suites du SIDA. Il a été enterré dans le cimetière de Nienstedt. 

## Postérité
Son grand projet de 19 volumes, Geschichte der Empfindlichkeit (Histoire de la sensibilité), reste inachevé. À partir de 1987, les parties achevées par Fichte sont publiées, quelques romans entiers revus par lui avant sa mort ainsi que d'autres volumes regroupant des fragments.
En 1995, un prix littéraire pluriannuel a été fondé en son honneur, le Hubert-Fichte-Preis (de).
Un documentaire, Der schwarze Engel (L'Ange noir) est réalisé en 2005 par le cinéaste Thomas Palzer, comprenant un grand nombre d'entretiens avec des personnes ayant connu Fichte (Leonore Mau, Hans Mayer, Serge Fiorio, etc.).
Une grande exposition, Liebe und Ethnologie (« Amour et ethnologie ») se tient à la Haus der Kulturen de Berlin fin 2019.

## Œuvres traduites en français
- Puberté (Versuch über die Pubertät), roman, traduction de Raymond Barthe, Paris, Gallimard, 1977.
- L'Homme de cuir, entretiens de Hans Eppendorfer avec Hubert Fichte ; traduit par Louis-Charles Sirjacq, Paris, Hallier, 1980.
- Dialogues entre Jean Genet et Hubert Fichte (1975), Grenoble, Cent pages, 2002.
- Temps rudes, récit tiré du recueil Départ pour Turku, traduction Bernard Banoun, in revue La Mer gelée no 10, « Froid », éditions Vanloo, 2021.
- Un Amour Heureux, roman, chapitre 1 et début du chapitre 2, traduction  Bernard Banoun, in revue La Mer gelée no 11, « Amour », éditions Vanloo, 2023.